# Redingtonite
La redingtonite è un minerale appartenente al gruppo dell'alotrichite.